# (3138) Ciney
(3138) Ciney (1980 KL; 1950 HE; 1953 EG1; 1958 VY; 1963 DO; 1981 VZ; 1983 CT3) ist ein ungefähr sechs Kilometer großer Asteroid des inneren Hauptgürtels, der am 16. September 1982 vom belgischen Astronomen Henri Debehogne am La-Silla-Observatorium auf dem La Silla in La Higuera in Chile (IAU-Code 809) entdeckt wurde.

## Benennung
(3138) Ciney wurde nach der belgischen Stadt Ciney benannt. Die Stadt liegt im Naturraum Condroz sowie in der Provinz Namur, nach der der Asteroid (3374) Namur benannt ist. Ciney, wo der Entdecker Henri Debehogne studierte, ist bekannt für seine Schulen und seine Pferde- und Viehmessen.